# Château de Mannheim
Le château de Mannheim est l'ancienne résidence des princes-électeurs palatins de la branche ainée de la maison de Wittelsbach. Il se situe à Mannheim, dans le Land de Bade-Wurtemberg.
Les électeurs Charles III Philippe et Charles IV Théodore y séjournaient la majeure partie de l’année, à l’exception de quelques mois qu’il passaient d'habitude dans leur résidence d’été à Schwetzingen.

## Histoire et description
C'est l'un des plus grands châteaux de style baroque jamais construits, soit le deuxième (après Versailles, au vu de l'entité du bâtiment), soit le troisième (après Versailles et Nymphenburg, si on ne regarde que la longueur des ailes). Il fallut quarante ans (1720-1760) pour le construire. La grandeur physique du château n'est pourtant pas égalée par sa valeur artistique, fait que déjà les contemporains ne tardaient pas à remarquer (son plan fut vivement critiqué, à juste titre, par Balthasar Neumann ; ce jugement fut ultérieurement réaffirmé par Robert de Cotte).
Entre 1736 et 1737, Giovanni Antonio Pellegrini peint quatre plafonds pour la chambre de l'empereur : La Lutte entre l'Allemagne et la France pour la Conquête du Rhin, L'Allégorie de l'Aurore, Les Quatre parties du monde et Le Triomphe des arts et des sciences. Ces quatre plafonds furent détruits durant la dernière guerre. Il reste une esquisse au Louvre de la Lutte entre l'Allemagne et la France et l'Ashmolean Museum à Oxford conserve une esquisse d'Une allégorie de l'Aurore. Expatrié avant 1722 et entré au service de l’électeur-palatin Charles III Philippe, Pierre Goudreaux, élève de Largillierre et de Rigaud, a également travaillé à sa décoration.
Le château perd définitivement son rôle quand, en 1777, la cour s’installe à Munich. Au XIXe siècle, c’est Stéphanie de Beauharnais, grande duchesse douairière de Bade qui y réside. Au début du XXe siècle, le château sert de musée. 

## Destruction et reconstruction
Détruit à la fin de la Seconde Guerre mondiale, il échappe de justesse à la suppression tout entière. On le reconstruit, de manière simplifiée, et il devient le siège de l’université.
Alors que la ville se prépare à marquer ses 400 ans d’existence en 2007, d'importants travaux de réhabilitation sont entrepris. Le château retrouve ainsi sa couleur d’origine, la cour d’honneur est pavée et les anciens toits sont reconstruits. Un musée consacré à l’histoire du château est aménagé dans le corps de logis.

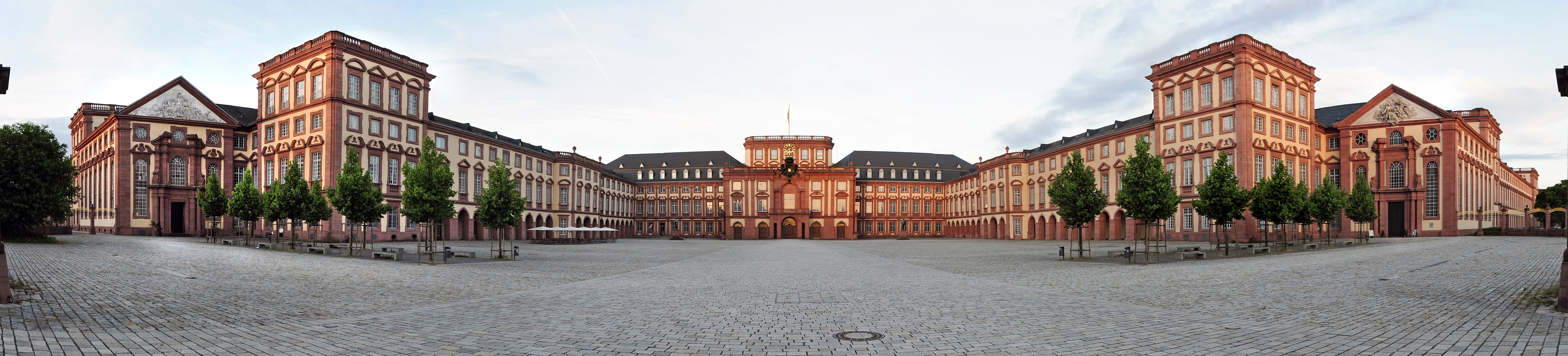
Château de Mannheim : la cour d'honneur.